# Pomorzany Wąskotorowe
Pomorzany Wąskotorowe (niem. Pommerensdorf Landesbahnhof) – zlikwidowana wąskotorowa i normalnotorowa stacja kolejowa w Szczecinie, w województwie zachodniopomorskim, w Polsce. Stacja zlokalizowana była przy ul. Bydgoskiej we wschodniej, niżej położonej części Pomorzan.

## Historia
Stacja została otwarta 25 października 1889 r. wraz z przedłużeniem linii z Casekow od stacji Gumieńce Wąskotorowe do Pomorzan. Przez stację Pomorzany Wąskotorowe przechodziło torowisko trzyszynowe, umożliwiające przejazd wagonów zarówno o rozstawie wózków 760 mm, jak i 1435 mm. Po 24 kwietnia 1945 r. stacja została zamknięta w związku z demontażem trzeciej szyny w ramach reparacji niemieckich dla ZSRR i przekształceniem części zachowanego odcinka normalnotorowego linii po polskiej stronie w bocznicę.

## Linie kolejowe
Pomorzany Wąskotorowe były ostatnią stacją na linii z Casekow. Od stacji odchodziły bocznice do elektrowni Pomorzany i do nabrzeża Odry.

## Infrastruktura
W skład infrastruktury stacji wchodziła niewielka lokomotywownia.

## Ruch pociągów

### Ruch pasażerski
Zgodnie z rozkładem z lata 1939 r. ze stacji kursowały pociągi aglomeracyjne do stacji Gumieńce Wąskotorowe przez Wstowo Wąskotorowe.

### Ruch towarowy
Na stacji prowadzono ruch towarowy od czasu jej uruchomienia aż do likwidacji 24 kwietnia 1945 r.